# سيزار بورتيو
سيزار بورتيو (بالإسبانية: César Portillo)‏ (26 سبتمبر 1961 ببرشلونة، فنزويلا في فنزويلا - ) هو لاعب كرة سلة فنزويلي في مركز الوسط، شارك في بطولة أمم الأمريكتين لكرة السلة 1993 ودورة الألعاب الأمريكية 1991 وبطولة أمم الأمريكتين لكرة السلة 1995 وبطولة أمم الأمريكتين لكرة السلة 1989 وبطولة كأس العالم لكرة السلة 1990. ولعب مع Florida Gators men's basketball ‏.

## وصلات خارجية
- سيزار بورتيو على موقع الاتحاد الدولي لكرة السلة (الإنجليزية)
- سيزار بورتيو على موقع الدوري الإسباني لكرة السلة (الإسبانية)
- سيزار بورتيو على موقع كرة السلة الأوروبية.كوم (الإنجليزية)
- سيزار بورتيو على موقع كلية كرة السلة في سبورتس رفرنس.كوم (الإنجليزية)
- سيزار بورتيو على موقع ريلجم (الإنجليزية)
- سيزار بورتيو على موقع سبورتس رفرنس (الإنجليزية)